# Obetz
Obetz és una població dels Estats Units a l'estat d'Ohio. Segons el cens del 2000 tenia 3.977 habitants.

## Demografia
Segons el cens del 2000, Obetz tenia 3.977 habitants, 1.488 habitatges, i 1.104 famílies. La densitat de població era de 407,3 habitants/km².
Dels 1.488 habitatges en un 37,8% hi vivien nens de menys de 18 anys, en un 55,4% hi vivien parelles casades, en un 14% dones solteres, i en un 25,8% no eren unitats familiars. En el 20,2% dels habitatges hi vivien persones soles el 6,7% de les quals corresponia a persones de 65 anys o més que vivien soles. El nombre mitjà de persones vivint en cada habitatge era de 2,67 i el nombre mitjà de persones que vivien en cada família era de 3,07.
Per edats la població es repartia de la següent manera: un 27,9% tenia menys de 18 anys, un 8,7% entre 18 i 24, un 33,8% entre 25 i 44, un 20,7% de 45 a 60 i un 8,9% 65 anys o més.
L'edat mediana era de 33 anys. Per cada 100 dones de 18 o més anys hi havia 93,4 homes.
La renda mediana per habitatge era de 45.000 $ i la renda mediana per família de 47.271 $. Els homes tenien una renda mediana de 35.342 $ mentre que les dones 25.342 $. La renda per capita de la població era de 17.385 $. Aproximadament el 5,9% de les famílies i el 6,4% de la població estaven per davall del llindar de pobresa.

## Poblacions més properes
El següent diagrama mostra les poblacions més properes.